# Porosubramaniania moniliformis
Porosubramaniania moniliformis är en svampart som beskrevs av Hol.-Jech. 1985. Porosubramaniania moniliformis ingår i släktet Porosubramaniania, divisionen sporsäcksvampar och riket svampar.   Inga underarter finns listade i Catalogue of Life.